# شهرستان شیاوچانگ
شهرستان شیاوچانگ (به لاتین: Xiaochang County) یک شهرستان‌های جمهوری خلق چین در چین است که در شیاوگان واقع شده‌است.
 شهرستان شیاوچانگ  ۵۸۸٬۶۶۶ نفر جمعیت دارد.